# Kinichná
Kinichná (en maya: K'iinich naj, "Casa del Dios Sol") es una zona arqueológica de la cultura maya localizada al sur del estado de Quintana Roo en México, la cual consta de una acrópolis con una pirámide de estilo tríadico integrada por varios templos, la zona se conecta por medio de un camino prehispánico de sacbé y forma parte del complejo arquitectónico monumental de la gran ciudad maya de Dzibanché cuya edificación se remonta al periodo preclásico.

## Ubicación
La zona arqueológica de Kinichná se ubica a al sur del estado de Quintana Roo, México a aproximadamente 80 km al noroeste de la ciudad de Chetumal.

## Arquitectura
El sitio se integra por varios edificios alrededor de una plaza y una enorme estructura principal denominada como la Acrópolis de Kinichná, esta edificación esta datada en el preclásico medio y es una construcción monumental que consta de una gran plataforma con una pirámide escalonada de estilo tríadico conformada por dos templos a los costados y un templo en la cima. Este monumental edificio albergaba en sus templos la sepultura y cámaras funerarias de varios gobernantes importantes quienes de acuerdo a la mitología maya prehispánica alcanzaban un rango mayor en el orden divino al momento de morir. Dentro del denominado Templo del Jaguar se encontró la sepultura de dos individuos junto a un jaguar rodeados por una gran ofrenda funeraria que incluía varias piezas cerámicas como platos y vasijas así como una máscara funeraria y varios objetos de jade, también se localizó otro entierro en esta misma estructura de un esqueleto joven femenino sobre 2 metates.